# Chionaema phaedra
Chionaema phaedra là một loài bướm đêm thuộc phân họ Arctiinae, họ Erebidae.